# Momie : La Résurrection

Momie : La Résurrection est un jeu de rôle contemporain-fantastique situé dans le Monde des ténèbres, édité par White Wolf Publishing.

## Système
Momie utilise le système de l'Art du Conteur (celui de Vampire : la Mascarade) sans modifications. Les parties magie et historiques sont très développées.

## Univers
Dans le Monde des Ténèbres, un très petit nombre d'humains a pu bénéficier de techniques magiques garantissant l'immortalité ou, du moins, une résurrection plus ou moins rapide. Ces méthodes, dont l'Égypte antique a été la plus grande utilisatrice, ont donné un petit noyau de magiciens éternels, attachés à l'équilibre de la Balance de Maât : l'équilibre cosmique, le Bien, opposé à la voracité d'Apophis qui a créé - entre autres - des vampires, les Séthites. Entre deux incarnations, ils vivent dans la Cité des Morts de Duât, au service d'Osiris et Horus - les premiers humains ainsi exaltés.
Au XXe siècle, Apophis déclenche un ouragan spectral qui ravage la Cité des Morts. Les âmes des Égyptiens sont fractionnées en cinq parties (le jeu ne respecte cependant pas la division canonique, afin d'offrir plus de variété). Pour retrouver un peu d'intégrité, reprendre le combat et repousser Apophis, chacun de ces fragments d'âmes se choisit alors un partenaire humain (fraîchement décédé) et lui offre de renaître en échange de son aide. Les joueurs incarnent ces nouvelles momies, soldats de Maât face à l'avidité, à l'injustice, et à la dégradation générale du Monde des Ténèbres.

## Gamme
Momie n'a qu'un seul ouvrage en plus de son livre de base, le Players' Guide (Manuel du Joueur). Il propose de jouer des Immortels chinois et des momies précolombiennes. Ces momies particulières n'ont pas été fragmentées mais souffrent de défauts propres (surtout liés à leur ethnocentrisme).